# 特定無線局の開設の根本的基準
特定無線局の開設の根本的基準（とくていむせんきょくのかいせつのこんぽんてききじゅん、平成9年9月25日郵政省令第72号）は、特定無線局として免許する為の審査の基準について規定している総務省令である。

## 構成
2011年（平成23年）3月1日現在
第1条 目的
第2条 電気通信業務を行う特定無線局
第3条 その他の特定無線局

## 概要
電波法第27条の2に規定する無線局は、複数の無線局を包括して免許を申請し、特定無線局として免許することができる。
本基準は、この申請がされた際に免許する為の審査の基準となるものである。
その為、電波法施行規則第4条に定める種別ごとに条件が設定されているものではない。
条文の構成を見ても電気通信業務を行う特定無線局とその他の特定無線局に分かれている。
包括免許にかかる条件以外は、無線局（基幹放送局を除く。）の開設の根本的基準が適用される。

## 沿革
1997年（平成9年）- 平成9年郵政省令第72号として制定